# Helgoländer Feuerstein

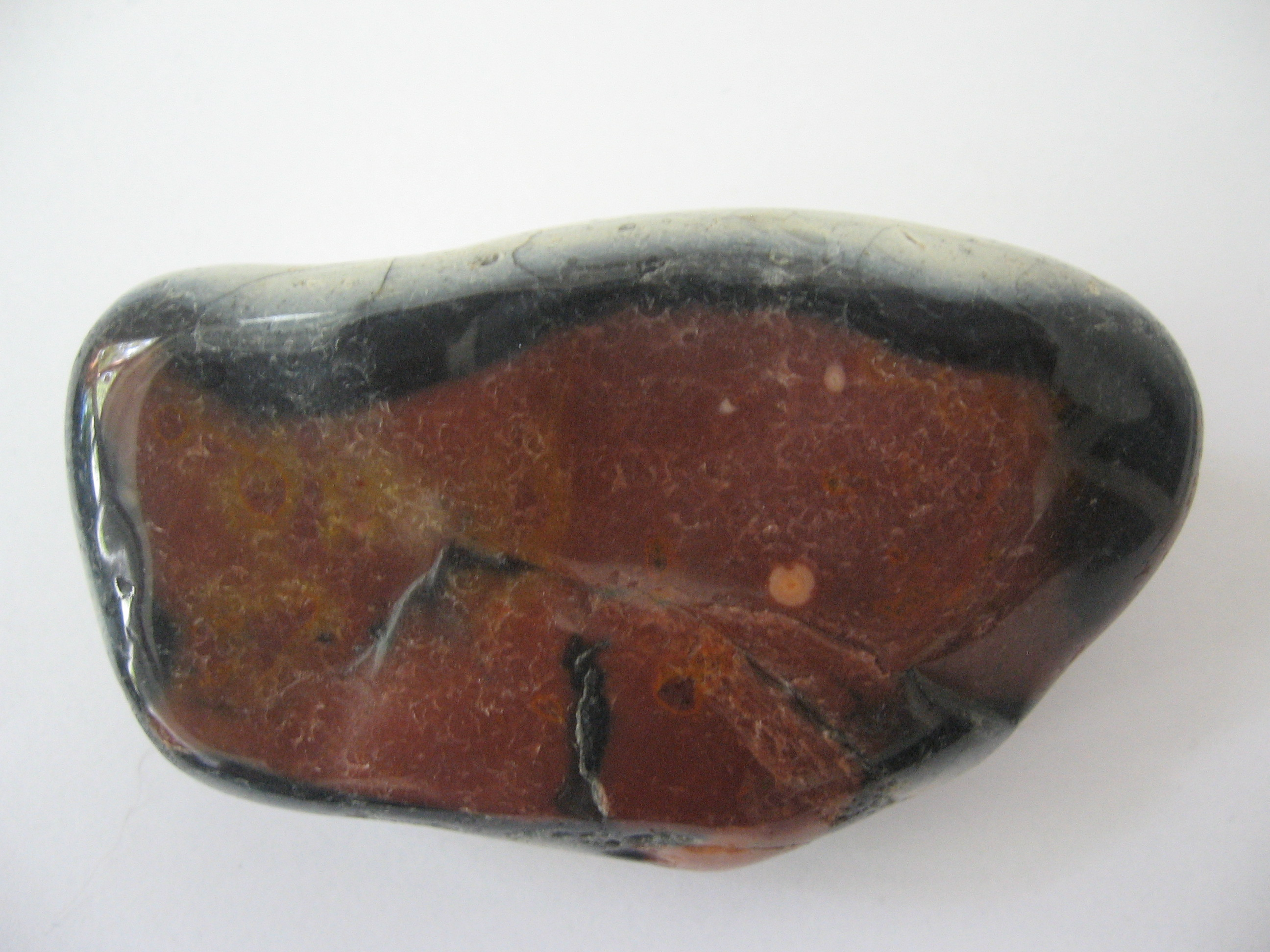
Polierter roter Feuerstein von Helgoland

Helgoländer Feuerstein kommt primär von der Insel Helgoland und entstammt Kalksteinen der Oberkreide, die untermeerisch in der Umgebung der Insel anstehen. Der besonders gefärbte Feuerstein ist auf der Nebeninsel Düne reichlich zu finden. Der Oststrand der Düne (Aade) ist ein Steinstrand, der zu mehr als 80 % aus Feuersteinen besteht. Variantenreiche Formen bis hin zu Makrofossilien, als Feuersteinkerne erhalten, prägen das Bild. Auch der seltenere rote Feuerstein (Roter Flint) ist auf der Düne zu finden. Dieser entstammt der weißen „Schreibkreide“ und kommt in diesem geologischen Kontext nach derzeitigem Wissensstand weltweit nur auf Helgoland vor. Besonders begehrt sind Makrofossilien aus rotem Feuerstein, wie Schwämme, Seeigel etc.

## Farbe
Der klassische (ideale) rote Feuerstein ist in Wirklichkeit dreifarbig, weiß gerindet bis 10 mm stark, dann eine schwarze Schichtung gefolgt von einem roten Kern. Das Rot der Farbpalette reicht von burgunderrot über fleisch- und violettrot bis rosa. Im Allgemeinen ist der Farbton einheitlich. In einigen Fällen ist der Feuerstein unter der Rinde der Feuersteinknolle braun bis orangebraun. Derart gefärbte Kreise, Linien oder Punkte unter der dünnen, milchweißen Rinde sind für viele Stücke signifikant. In manchen Stücken findet man meist grobkörnige Einschlüsse, die völlig weiß oder braun bis orangebraun sind. Farb- und Strukturunterschiede zwischen dem Inneren und dem Äußern sind auch bei anderen Varietäten zu finden.
Die Masse der Helgoländer Feuersteine hat Farbtöne von grau, braun und schwarz sowie unendlich viele Mischfaben, sehr selten kommt auch blau vor.
Grüngerindete Feuersteine sind ebenfalls zu finden sowie braune Wallsteine, beide aber sehr selten und beide sind nicht primär von Helgoland, sondern eiszeitliche Geschiebe.

## Maserung
Es finden sich Feuersteine mit ausgeprägter Maserung in Form einer Lagenstruktur (ähnlich der polnischen Varietät). Auch die roten Feuersteine sind häufig mehrfarbig. Die meisten Feuersteine waren ursprünglich weiß gerindet aber diese Schichtung (Opal) ist etwas weicher (H = 6) und arbeitet sich in der harten Brandung der Nordsee sehr schnell ab.

## Andere Vorkommen
Es gibt in Friesland und Norddeutschland keine roten Feuersteine, sondern nur braune, von denen einige wenige in der äußeren Schichtung einen rötlichen Schimmer aufweisen. Sie sind in keinem Fall mit dem roten Helgoländer Feuerstein vergleichbar. Immer handelt es sich dabei um eine sekundäre Einfärbung durch Lagerung in stark eisenoxydhaltigen Böden. Letztlich ist zu beachten, dass die Feuersteine Norddeutschlands alle als eiszeitliche Geschiebe hierher gekommen sind. Nur auf Rügen, in Lägerdorf (Itzehoe) und in Hemmoor sind noch Feuersteine anstehend zu finden. Rote Feuersteine gehören nicht dazu.

## Geologie
Das Auftreten von rotem Helgoländer Feuerstein ist an die Umgebung der einst größeren Insel gebunden. Seeigel-Steinkerne (Echiniden) aus dem braunroten Feuerstein ermöglichten die biostratigrafische Einstufung vom Mittel-Turonium bis ins Ober-Turonium. Im Turonium gab es kurzzeitig im heutigen Helgoländer Bereich eine Totwasserzone. Die Totwasserzone hat sich als bitumenhaltige Schwarzschieferschicht in der ansonsten weißen Schreibkreide abgezeichnet. Der Schwarzschiefer enthält viel Schwefeleisen (Pyrit + Markasit). Diese Eisenverbindungen sind leicht löslich und haben die Kieselsäure, aus der der Feuerstein entstand, rot gefärbt. Die Feuersteinbildung selbst ist sehr ausführlich bei Wroost (1936) beschrieben. Aus allen anderen Zeitabschnitten der Oberkreide, die ebenfalls vor Helgoland vorkommen, ist nur schwarzer und grauer Feuerstein bekannt.
Die potentiellen Feuersteinschichten in den Oberkreide-Schichten Helgolands haben eine Mächtigkeit von etwa 250 m. Die oberflächennahe Lagerung der Schichten lässt sich durch den Aufstieg einer Salzlagerstätte aus dem Zechstein (Tertiär) erklären. Damals wölbte das Salz die darüber liegenden Schichten aus von Buntsandstein, Kreide und Muschelkalk auf. Buntsandstein (Mittlerer Buntsandstein) bildet die Hauptinsel, während die Düne und das Gebiet nordöstlich davon aus Kreide- und Muschelkalkschichten bestehen. Der Name „Witte Klippe“ deutet an, dass es noch in historischer Zeit Kreidefelsen gab.
Archäologisch interessant ist, ob Helgoländer Material im Glazial transportiert worden ist. Ein Auftreten von Helgoländer Buntsandstein in den nördlichen Niederlanden würde ein Hinweis darauf sein. Buntsandstein wird hier aber nicht gefunden, womit ein Vorkommen von Helgoländer Flint im Norden der Niederlande letztlich auszuschließen ist. Belege dafür findet man auch in der Archäologie. In paläo- und mesolithischem Kontext sind Gerätschaften aus Helgoländer Feuerstein bisher unbekannt, obwohl die untersuchte Materialmenge beträchtlich war. Wäre der rote Feuerstein von hier, dann hätten nicht nur die Menschen des Neolithikums und der Bronzezeit das Material verwendet.
Die meisten Gegenstände aus rotem Feuerstein sind größere Objekte, wie Beile, Dolche und Sicheln. Wäre das Material an Land zu finden, wäre es lokal verarbeitet worden und es würden sich zumeist kleinere Werkzeuge finden. Glazial transportierter Feuerstein ist überdies oft von schlechter Qualität und eignet sich kaum zum Anfertigen größerer Gegenstände.

## Archäologie
Helgoland war für die Träger von Ackerbaukulturen kein besonders attraktiver Lebensraum; daher war die Insel kaum permanent besiedelt. Aus dem Neolithikum sind jedoch sowohl aus der älteren und jüngeren Phase der Trichterbecherkultur als auch aus der Zeit der Einzelgrabkultur Funde bekannt. Mit Blick auf eine kleine Felsgesteinaxt der Einzelgrabkultur sagte C. Ahrens: „Bemerkenswert ist dabei, dass derartige Äxte in Schleswig-Holstein relativ selten sind, jedoch im niedersächsisch-holländischen Gebiet eine geradezu dominierende Rolle zu spielen scheinen. Es ist daher mit der Möglichkeit zu rechnen, dass die Einzelgrabkultur Helgolands mehr nach Süden, nach Niedersachsen, orientiert ist als nach Schleswig-Holstein.“
Eine bronzezeitliche Anwesenheit von Menschen auf Helgoland ist nicht nur durch Funde, sondern auch durch mehrere große Grabhügel belegt. Obwohl die Hügel verschwunden sind, konnten drei mit Sicherheit als bronzezeitlich nachgewiesen werden. Von den anderen ist die gleiche Zeitstellung anzunehmen. C. Ahrens vermutete aufgrund einiger Funde aus der älteren Bronzezeit und der Grabhügel, dass Helgoland in der älteren Bronzezeit eine bedeutende Rolle spielte.

### Datierung
Ein Teil der archäologischen Funde von Helgoländer Feuerstein ist aufgrund technischer und typologischer Merkmale zu datieren. Es liegen ausreichende Hinweise auf den Zeitraum vor, in dem Helgoländer Feuerstein verwendet wurde. Er ist von der mittelneolithischen bis in die späte Bronzezeit, vielleicht sogar bis in die frühe Eisenzeit exportiert worden. Der Schwerpunkt liegt während der mittelneolithischen Periode der Trichterbecherkultur (TBK - 3500–2800 v. Chr.). Das bedeutet, dass es ab etwa 3600 v. Chr. eine einfache Hochseeschifffahrt in der Nordsee gab.

### Gewinnung
Eine Rekonstruktion der Gewinnung ist schwierig, da der größte Teil Helgolands im Meer versunken ist. Die Insel soll ziemlich bergig gewesen sein, mit einer Länge von etwa acht und einer Breite von fünf Kilometern (heute nur noch 1,7 km²). Der östliche Teil war ein Kalkplateau. Im Jahre 1640 hatte dieses Plateau noch eine Größe von 10 ha. F. Schmid glaubt, dass Helgoland noch vor 2500 v. Chr. mit dem Festland verbunden war. Erst 500 Jahre später sei die Verbindung durch den Meeresanstieg abgerissen. Von der ursprünglichen Verbindung zum Festland blieben Inseln übrig. Diese Inseln dürften hochgelegene Stellen des Südstrander Rückens, deren Reste im „Steingrund“, in der „Loreley-Bank“ und bei „Oldensworth“ bei Eiderstedt erkennbar sind, gewesen sein.

### Transport
Die Meinungen über den Zeitpunkt zu dem Helgoland zur Insel wurde, gehen allerdings auseinander. C. Ahrens nimmt an, dass die Verbindung schon vor 6000 Jahren abriss. Er glaubt, dass sich die Geschwindigkeit der Flandrischen Transgression zu diesem Zeitpunkt verringerte. Eine Verminderung der Geschwindigkeit seit dem späten Atlantikum – von manchen Autoren sogar als geringfügige Regression gedeutet – lässt es möglich erscheinen, dass eine Inselkette bis zur Zeitenwende dem Angriff des Meeres Widerstand geleistet hat. Während der jüngeren Steinzeit bestand jedoch keine Landverbindung mit dem Festland. Vielleicht kann die von O. Pratje bei etwa 10 m unter NN festgestellte Abrasionsterrasse um Helgoland mit dieser Annahme in Beziehung gebracht werden.
Die Frage, wann Helgoland zur Insel wurde, ist für die Rekonstruktion des Transportes wichtig. Zunächst kann das Material über die Landzunge in Richtung Eiderstedt transportiert worden sein, später war der Transport über das Meer aber unvermeidlich. Nach C. Ahrens war der Transport nach Eiderstedt bereits im Neolithikum nur entlang einer Inselkette möglich. Wenn ein Transport übers Meer erfolgte, so ist er in alle Richtungen möglich.

### Verbreitung
Die meisten Funde stammen aus dem Raum Emsland/Drenthe und von den Nordfriesischen Inseln, aber auch Dänemark und Schweden wurden erreicht. Über die Flüsse gelangte der rote Feuerstein an die Maas und die mittlere Weser.
Die Verbreitung der Funde aus rotem Helgoländer Flint wird noch völlig von der Intensität der einzigen erfolgten Erfassung bestimmt. Das Resultat ist eine Scheindichte in der Drenthe. Merkwürdig ist zunächst, dass Querbeile, egal welcher Feuersteinsorte, in der Drenthe nicht gefunden werden. Die Verbreitung innerhalb der Drenthe beschränkt sich zum größten Teil auf den Osten (Hondsrug) und Norden. Eine Erklärung dafür ist, dass die Besiedlung während des Neolithikums und in der Bronzezeit auf den Osten und Norden der Provinz konzentriert war.

#### Deutschland
Die deutschen Funde sind gut zu datieren. Einige stammen aus der späten Bronze- oder der früheren Eisenzeit. E. Lomborg gibt für Dolche vom Typ I eine Datierung in die späte Glockenbecherkultur an, für Typ II eine Datierung in die anschließende Periode. Bei Dolchen kommen vor allem die frühen Typen vor. Ein Fund fällt ins späte Neolithikum oder in die frühe Bronzezeit. Mehrere Funde gehören wahrscheinlich in die Zeit der Einzelgrabkultur und einer in die TBK. Ein Fund ist ans Ende der Kupfersteinzeit zu datieren. Einige Funde sind aufgrund des Zusammenhanges mit spätneolithischem Material vom selben Ort einzuordnen. Zwei Funde wurden zusammen mit Material aus dem Neolithikum und der frühen Bronzezeit gefunden.

#### Niederlande
Einige Funde sind grob der TBK und der Einzelgrabkultur zuzuordnen. Eine bessere Datierung gibt es für die Beilplanke aus Een. Aufgrund der Beile des Depotfundes gibt O. H. Harsema eine Datierung in die TBK an; entweder in die letzte frühneolithische Stufe (C) oder in die älteste mittelneolithische Stufe (I), also etwa 3500 v. Chr. Dass ein Beil in einer Megalithanlage der TBK gefunden wurde, lässt es wahrscheinlich erscheinen, dass der Fund zur TBK gehört. Ein Fund ist typisch für die Einzelgrabkultur, weitere Funde können zur Glockenbecherkultur gehören.
Seit 1940 ist das Provinzialmuseum der Drenthe (Niederlande) im Besitz eines Depotfundes aus Een, Gemeinde Norg (1940/X 1a-t). Er besteht aus vier Feuersteinknollen, einer roh bearbeiteten Beilplanke und zwei großen Beilen. Die Beilplanke führte zu der Entdeckung, dass Helgoland bei der Ausfuhr von Feuerstein in die umliegenden Küstenregionen eine Rolle spielte, obwohl auf Helgoland nichts an eine Feuersteingewinnung erinnert. 1983 zeigte F. Schmid (Niedersächsisches Landesamt für Bodenforschung) bei einem Vortrag in Brighton (England) eine rote Feuersteinart, die nur auf Helgoland gefunden wird. Es wurde schnell klar, dass dies jene Spielart war, aus der die Beilplanke von Een besteht. Bei der systematischen Inventur des roten Feuersteins wurden in den Niederlanden von 24 Fundorten 31 Stücke registriert. Davon stammen 26 aus der Provinz Drenthe. Aufgrund der Lage ist klar, dass in Deutschland und Dänemark mehr Funde zu erwarten sind. Da bis 1988 eine systematische Erfassung aber noch nicht vorgenommen war, waren nur 14 Stücke registriert.